# Akcent (rumunská hudební skupina)
Akcent je rumunská dance-popová hudební skupina, zpívající v rumunštině, angličtině a španělštině.
Hudební skupina byla založena v roce 1999 a jejím zakladatelem je Adrian Claudiu Sînă a vokalistka Ramona Barta. V té době pracoval Adrian jako DJ v rádiu. Jejich společné debutové album Sentzatzia, vydané v roce 2000 pouze na kazetách, bylo electro-popové. Píseň Ultima Vara (Poslední léto) z tohoto alba se následně v Rumunsku stala hitem léta. Poté Ramona ze skupiny odešla a nahradili ji 3 mladí muži – Sorin Brotnei, Mihai Gruia a Maurius Nedelcu. Skupina tedy byla čistě jen mužská. Druhé album În culoriwas vyšlo v Rumunsko v lednu roku 2002 a umístilo na vrchních příčkách žebříčku během tří týdnů.
V roce 2003 vydali třetí album 100 BPM, kde se nejlépe v žebříčcích umístily písně Buchet de trandafiri (Kytice růží) a Suflet pereche (Spřízněná duše). V roce 2004 poté vydali album Poveste de viață (Životní příběh), kde radikálně změnili hudební styl.
Následně po úspěchu skupiny O-zone se dostali do povědomí svým evropským hitem Kylie (21. místo ve Francii, krátce i hit v Severní Americe), která byla anglickou verzí jejich hitu Dragoste de inchiriat. Následně v roce 2006 vydali svoje první album v angličtině, French Kiss With Kylie, kde spolupracovali i s Gigi d'Agostino. S písní Jokero reprezentovali Rumunsko na ESC 2006, kde však neumístili. Po vydání jejich nejúspěšnějšího alba Primul Capitol se vydali na mezinárodní turné.

## Následná tvorba
2007: King of Disco
2008: Marius Nedelcu opustil skupinu a začal svou sólovou kariéru. Zastoupil jej Corneliu Ulici, ale po půl roce skupinu opustil také. V tomto roce vydali jen jeden single, Umbrela ta.
2009: Fără lacrimi (Bez slz) – nové album. Mezinárodní verze alba byla pojmenována True Believers. Edward Maya, tehdejší producent skupiny poté vydal jejich singly Stay With Me a That's My Name, které se staly hity po celé Evropě.
2010: Skupina ukončila spolupráci s Edwardem Mayou, protože jej nařkli za odcizení melodie písně That's My Name pro jeho vlastní hit Stereo Love. Adrian Sână začal skládat nové písně sám a plánoval začít vlastní sólo kariéru pod svým jménem. Nové hity Love Stoned a My Passion poté zažily mnoho úspěchu a to hlavně v arabských zemích, Pákistánu a Indii.
V září 2013 se skupina rozpadla a Adrian se tak stal jejím jediným členem. Podle slov Adriana se cítil byl zbývajícími členy zrazen. Podle Mihaie a Sorina byl však problém jinde. Nebyly to finance, jak se spousta fanoušků domnívala, ale Adrianovo chování, které se údajně změnilo. Rozdělení proběhlo klidně, ale Adrian nesměl používat jméno Akcent, jelikož bylo ve vlastnictví všech členů skupiny. Adrian vydal své další dva hity Lacrimi Drug a Boracay pod jménem Akcent, až když Mihai a Sorin založili svou skupinu se jménem TWO:

## Alba
- Senzatzia (2000)
- În culori (2002)
- 100 bpm (2003)
- Poveste de viaţă (2004)
- S.O.S. (2005)
- Primul capitol (2006)
- French Kiss with Kylie (2006, re-release 2007)
- King of Disco (2007)
- Fără lacrimi (2009)
- True Believers (2009)
- Around The World (2014)
- Love The Show (2016)